# آيت أحكم (تبانت)
آيت أحكم هي إحدى مشيخات المملكة المغربية، تتبع جغرافيا لإقليم أزيلال وإداريًا لتبانت. يقدر عدد سكانها بـ 7699 نسمة حسب الإحصاء الرسمي للسكان والسكنى لسنة 2004.